# Typosyllis warrnamboolensis
Typosyllis warrnamboolensis är en ringmaskart som beskrevs av Hartmann-Schröder 1987. Typosyllis warrnamboolensis ingår i släktet Typosyllis och familjen Syllidae. Inga underarter finns listade i Catalogue of Life.